# Kazuo Ohno
Kazuo Ohno (em japonês 大野 一雄, Hakodate, 27 de outubro de 1906 — Yokohama, 1 de junho de 2010) foi um dançarino e coreógrafo japonês, considerado um mestre do teatro butô, arte que mistura dança e artes dramáticas. Foi discípulo e fez parceria com Tatsumi Hijikata (1928-1986), inventor do butô, e esteve três vezes no Brasil, nos anos de 1986, 1992 e 1997 por meio do diretor brasileiro Antunes Filho.
Kazuo Ono declarou certa vez sobre sua própria obra: "A melhor coisa que alguém pode me dizer é que, enquanto assistia minha performance, começou a chorar. Não importa entender o que eu estou fazendo: talvez seja melhor que as pessoas não entendam, mas apenas respondam à dança."

## Anos iniciais
Ohno nasceu na cidade de Hakodate, Hokkaido, em 27 de outubro de 1906. Demonstrou aptidão para o atletismo, esqui e tênis já na Escola Secundária Pública de Ohdate, na província de Akita, e formou-se em uma faculdade de atletismo em 1929, ensinando educação física em uma escola primária. Em 1933, Ohno começou a estudar com os pioneiros da dança moderna japonesa Baku Ishii e Takaya Eguchi, o que o qualificou para ensinar dança na Soshin Girls' School em Yokohama, da qual se aposentou em 1980.
Em 1938, durante a Segunda Guerra Mundial, Ohno foi convocado para o Exército Japonês como tenente e, mais tarde, ascendeu a capitão. Lutou na China e na Nova Guiné, onde foi capturado e enterrado pelos australianos como prisioneiro de guerra. Foi liberado no ano seguinte e, de volta ao Japão, se aprofunda nos estudos de dança com Takaya Eguchi. A guerra e seus horrores forneceram-lhe inspiração para toda a vida, como, por exemplo, para a obra Jellyfish Dance, considerada uma meditação sobre os enterros no mar que ele observou a bordo do navio que transportava soldados de volta ao Japão.

## Carreira
Após a guerra, começou a trabalhar em sua dança novamente e apresentou seus primeiros trabalhos solos em 1949 em Tóqui. Na década de 1950, conhece Tatsumi Hijikata, que o inspirou a começar a cultivar o Butô, uma nova forma de dança que se desenvolveu na turbulência da paisagem monótona do Japão pós-guerra. Hijikata rejeitava as formas de dança ocidentais populares na época e desenvolveu com Ohno e um grupo coletivo o vocabulário de movimentos e ideias que mais tarde, em 1961,chamou de movimento Ankoku Butoh-ha.
Durante a década de 1960, Ohno buscou seu próprio estilo, ao colaborar com Tatusmi Hijikata. Em 1977, estreou seu solo La Argentina Sho, dirigido por Hijikata e dedicado à famosa dançarina espanhola Antonia Mercé (conhecida como "La Argentina", que ele viu se apresentar em 1926). Recebeu o prestigioso Prêmio do Círculo de Críticos de Dança do Japão pela apresentação e posteriormente fez turnê com a peça, impactando o mundo da dança internacional desde o 14º Festival Internacional de Nancy, Meurthe-et-Moselle, em 1980, até sua estreia nos Estados Unidos em 1981 no La MaMa Experimental Theatre Club em Nova Iorque. Outras cidades da turnê incluem Estrasburgo, Londres, Stuttgart, Paris e Estocolmo. A essa altura, Kazuo Ohno já era muito considerado artisticamente pelo mundo.
Com a direção de Hijikata, Ohno criou mais duas obras importantes, My Mother e Dead Sea, interpretadas com seu filho, o também dançarino e coreógrafo Yoshito Ohno. Outros trabalhos: Water Lilies, Ka Chō Fū Getsu [Flores-Pássaros-Vento-Lua] e The Road in Heaven, The Road in Earth. Ele recebeu um prêmio cultural da Prefeitura de Kanagawa em 1993, um prêmio cultural da cidade de Yokohama em 1998 e o Prêmio Michelangelo Antonioni para as Artes em 1999.
Kazuo Ohno esteve no Brasil três vezes. A primeira em 1986, dançou Admirando La Argentina e Mar Morto no Teatro SESC Anchieta, em São Paulo convidado por Antunes Filho, até então, poucos artistas brasileiros conheciam a dança-teatro Butô e o próprio Kazuo Ohno. Depois apresentou Admirando La Argentina em Brasília e Rio de Janeiro.
"Kazuo Ohno [...] e sua maravilhosa dança butô jamais serão esquecidos pelo público que superlotou o Teatro SESC Anchieta no fim de semana, e que na estréia deu ao senhor Ohno a mais emocionada ovação que já presenciei dentro de um teatro"
Rui Fontana Lopes, Jornal da Tarde
"Inesquecivel aventura com Kazuo Ohno", Jornal da Tarde, 7.4.1986.
Esteve novamente no Brasil seis anos depois apresentando Ka Cho Fu Getsu (Flowers-Birds-Wind-Moon, Flores Pássaros Vento Lua) em Belo Horizonte. Em Londrina e Santo André apresentou, nessas cidades, além de Ka Cho Fu Gestu, também Suiren (Ninféias).
Sua última turnê no Brasil foi aos 91 anos, em 1997, dançando novamente no palco do Teatro SESC Anchieta, em São Paulo, na Temporada SESC de Outono, apresentou Tendoh Chidoh (Caminho no Céu, Caminho na Terra) e Surien, em Santo André com Tendoh Chidon e em Santos com Surien. Apresentou também uma parte de La Argentina e improvisações para o evento Babel em um posto de gasolina, que algum tempo depois viria a ser o SESC Pinheiros.

## Últimos anos e morte
Em 2001, embora tenha perdido a capacidade de andar, Ohno continuou se apresentando e desenvolveu formas de se expressar através da dança apenas movendo as mãos. Nos últimos anos, Ohno estava sob os cuidados de uma enfermeira em casa, mas continuou com suas aparições no palco, principalmente nas obras de Butoh de seu filho Yoshito Ohno, que o auxiliava no dia a dia e no palco. Em janeiro de 2007, ele fez sua última aparição pública no Hyakkaryoran de Yoshito em uma comemoração de gala de seu 100º aniversário. Ohno morreu de insuficiência respiratória em 1º de junho de 2010 em Yokohama, Japão, com 103 anos de idade.

## Trabalhos notáveis
- Dead Sea
- Ka Cho Fu Getsu
- My Mother
- Water Lilies